# 2398 Jilin
2398 Jilin este un asteroid din centura principală, descoperit pe 24 octombrie 1965 de Observatorul Zijinshan.